# Berberia dealbata
Berberia dealbata är en fjärilsart som beskrevs av Robert H. Carcasson 1958. Berberia dealbata ingår i släktet Berberia och familjen praktfjärilar. Inga underarter finns listade i Catalogue of Life.